# الحرير الأحمر (فلم)
الحرير الأحمر هو شريط سينمائي تونسي من إخراج رجاء العماري عام 2002، وهو ثاني أفلامها.

## قصه الفيلم
الفيلم يحكى عن امرأة في الأربعينيات تذهب للبحث عن ابنتها في ملهى ليلي، حيث تتعرف إلى راقصة تصبح صديقتها وتعلمها الرقص. هي قصة التحول من الشعور بالخوف والملل واليأس إلى النضوح والتحرّر.

## الممثلون
- هيام عباس، في دور ليلية
- هند الفاهم، في دور سلمى
- ماهر كمون، في دور شكري
- منية الهيشري، في دور فلة
- فوزية بدر، في دور جارة ليلية
- نادرة لملوم، في دور هالة
- أبو معز الفازع، في دور مالك الكاباريه
- صالح ميلاد، في دور بشير

## روابط خارجية
- الحرير الأحمر على موقع IMDb (الإنجليزية)
- الحرير الأحمر على موقع ميتاكريتيك (الإنجليزية)
- الحرير الأحمر على موقع روتن توميتوز (الإنجليزية)
- الحرير الأحمر على موقع قاعدة بيانات الأفلام العربية
- الحرير الأحمر على موقع ألو سيني (الفرنسية)
- الحرير الأحمر على موقع Turner Classic Movies (الإنجليزية)
- الحرير الأحمر على موقع أول موفي (الإنجليزية)
- الحرير الأحمر على موقع فيلمافينيتي (الإسبانية)
- الحرير الأحمر على موقع قاعدة بيانات الفيلم (الإنجليزية)
- الحرير الأحمر على موقع ليتربوكسد (الإنجليزية)